# The Vision of William of Stranton

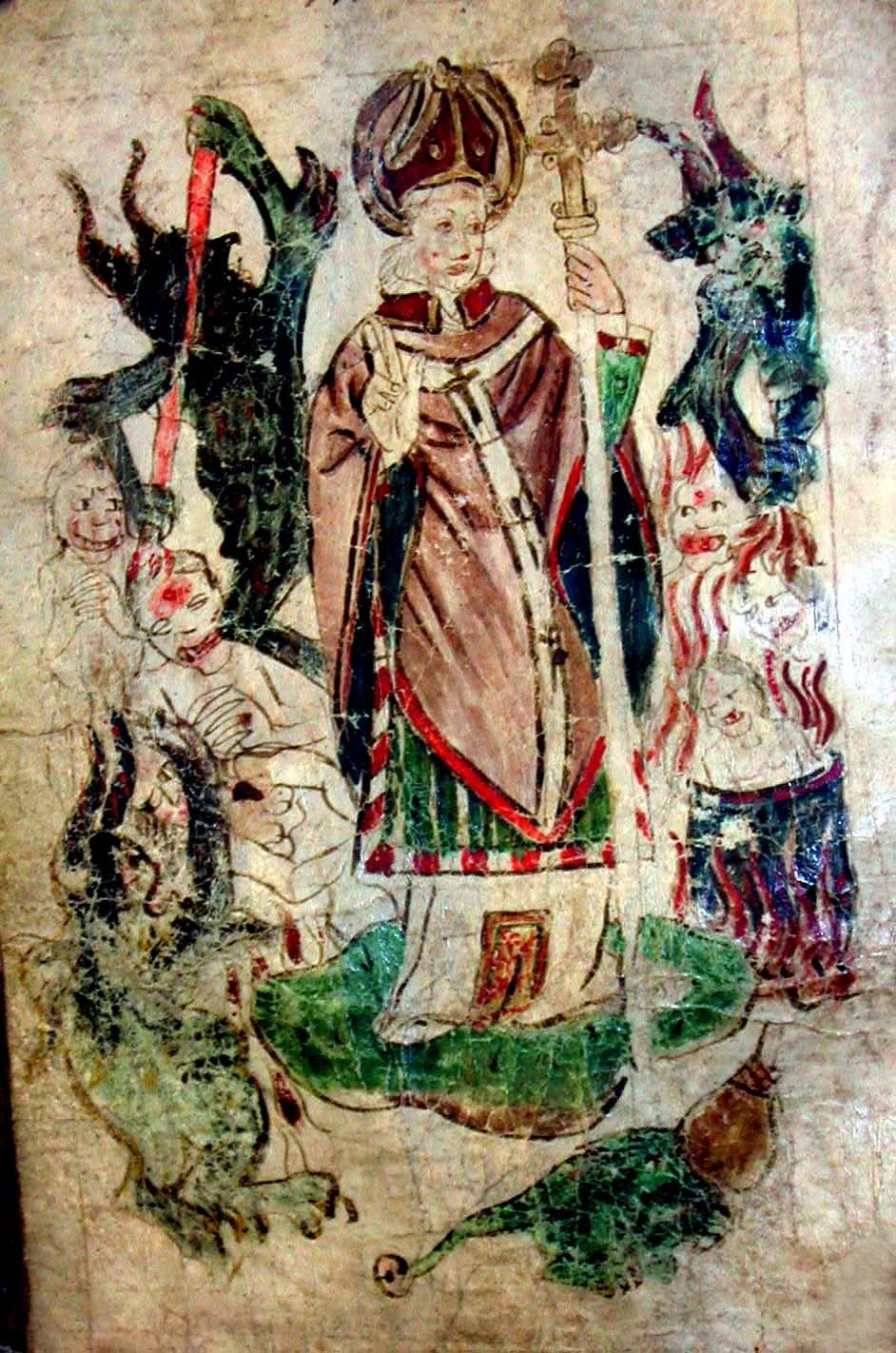
Ein segnender John of Bridlington inmitten von Teufeln und gefolterten Seelen im Purgatorium illustriert den Beginn des Textes in der Royal 17 B xliii (f. 132v).

The Vision of William of Stranton ist ein mittelenglischer Prosatext aus dem 15. Jahrhundert, der eine Vision anlässlich eines Besuchs des Purgatoriums des heiligen Patrick am 20. September 1409 schildert. In der dem Tractatus de Purgatorio Sancti Patricii folgenden Tradition der Visionsliteratur ist es der einzige ausführliche in Englisch erstellte Bericht. Die im Text geäußerte Kritik an der untätigen und eitlen Oberschicht, den Auswüchsen der Mode und den Missständen des Klerus folgt den zeitgenössischen Predigten und Visionen.

## Handschriften
Es sind nur zwei handschriftliche Kopien des Texts bekannt, die beide zum Bestand der British Library gehören: Royal 17 B xliii und Additional 34193. Beide Handschriften sind voneinander unabhängig entstandene Kopien der nicht erhalten gebliebenen Urschrift. Die Abschriften enthalten unterschiedliche Übertragungsfehler und weichen in ihrer Ausführlichkeit voneinander ab, so dass sie sich ergänzen, es jedoch vielfach unklar bleibt, welche der beiden Fassungen dem unbekannten Original näherkommen könnte. Dabei ist anzunehmen, dass die beiden Fassungen sich nicht direkt aus dem Ursprungstext ableiten, sondern vielmehr das Resultat einer Kette von Übertragungen sind. Beide Handschriften ordnen die geschilderten Ereignisse in die gleiche Reihenfolge, lassen aber einzelne Abschnitte weg, die jeweils in der anderen Handschrift noch erhalten sind. In beiden Fällen wurden Texte umformuliert und Ergänzungen eingefügt, wobei es unklar bleibt, inwiefern dies bei diesen Handschriften oder den unbekannten Vorläufern erfolgte. Die Sprache des Texts der Royal wurde dem westlichen Warwickshire zugeordnet, während der Schreiber der Additional in das östliche Nottinghamshire oder östliche Leicestershire einzuordnen ist.

### Royal 17 B xliii

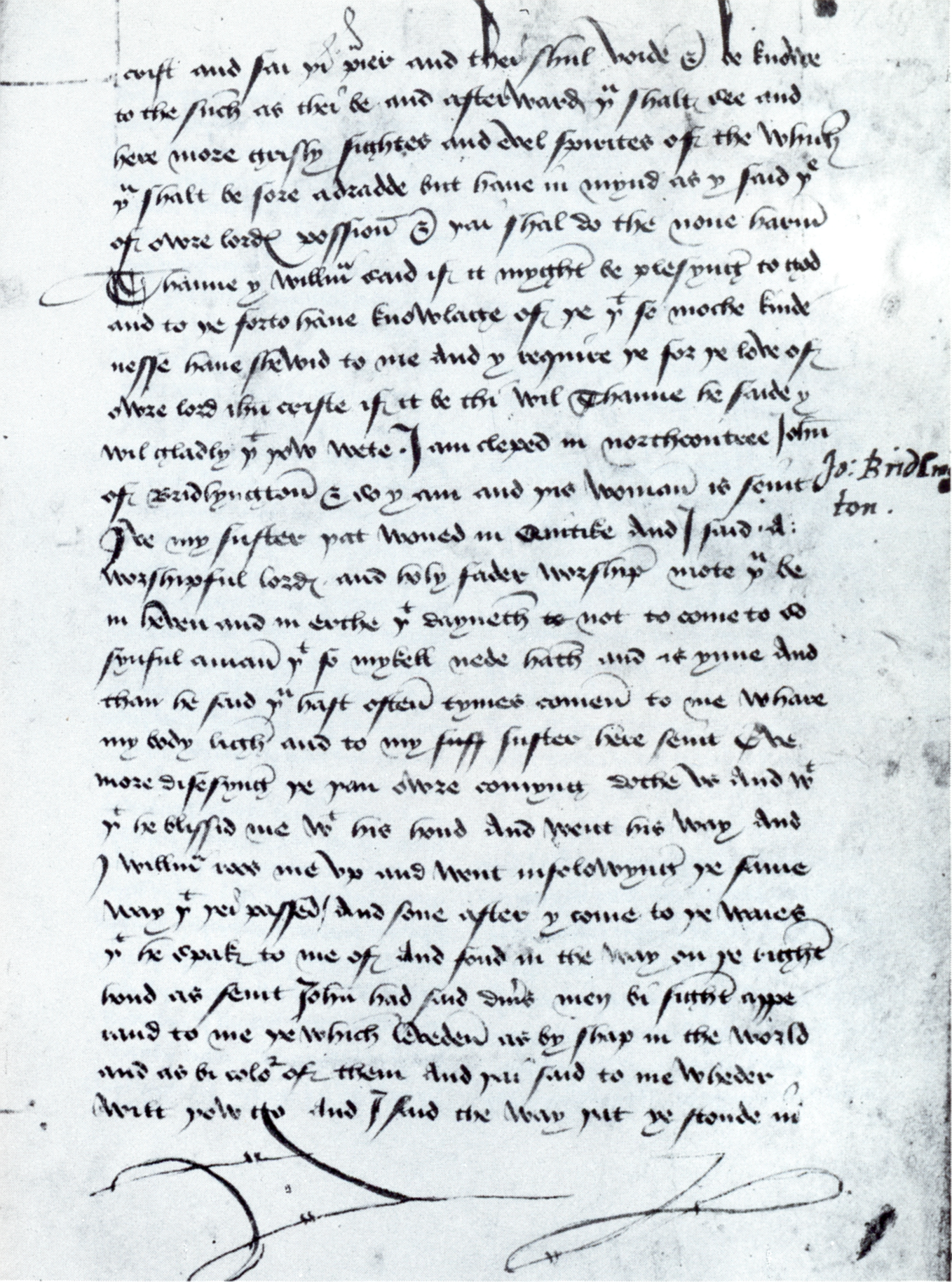
Folio 134r der Royal 17 B xliii

Die Royal-Handschrift enthält insgesamt 187 durchgehend nummerierte Vellum-Blätter, wovon drei vorne und drei hinten zum Vorsatz gehören. Die nicht zum Vorsatz gehörenden Blätter sind im Quaternio-Format gebunden. Der Band besteht aus drei ursprünglich getrennten Teilen, die erst im 18. Jahrhundert in Leder zusammengebunden wurden. Der erste Teil enthält eine unvollständige Kopie der Reisebeschreibung von Jehan de Mandeville ins Heilige Land (f. 4–115). Der zweite Teil folgt mit der Romanze Sir Gowther (f. 116–131) und Williams Text (f. 133–148). Beide Texte wurden wahrscheinlich von demselben Kopisten geschrieben. Dennoch verraten Gebrauchsspuren, dass auch die beiden Schriften des zweiten Teils ursprünglich getrennt gewesen sind. Der Band wird im dritten Teil mit einer unvollständigen Kopie der Visio Tnugdali (f. 150–184) abgeschlossen, die sich dank eines Kolophons auf das Jahr 1451 datieren lässt. Zu Beginn der beiden Jenseits-Visionen wurde jeweils ein Blatt mit einer Illustration auf der Rückseite eingefügt (f. 132v und f. 149v). Beide Bilder stammen wahrscheinlich von demselben Künstler.
Der Band hat ein Seitenformat von 205 × 145 mm ({\displaystyle {\sqrt {2}}} : 1). Einige sehr eng am Außenrand befindliche Anmerkungen im zweiten Teil lassen vermuten, dass dieser zurechtgeschnitten wurde, um mit den anderen beiden Teilen gebunden zu werden. Der durch Linien vorgegebene Satzspiegel umfasst 150 × 98 mm, wobei die oberste Zeile oberhalb des Rahmens geschrieben wurde, so dass die Schriftfläche in etwa das Format 5 : 8 hat. Insgesamt sind auf jeder Seite zwischen 23 und 27 Zeilen. Die Oberlängen der obersten Zeile und die Unterlängen der untersten Zeile sind rot tuschiert und kalligraphisch ausgeführt. Ebenfalls rot sind die Satzzeichen und Versalien.
Der früheste bekannte Besitzer der Royal-Handschrift ist der Antiquar John Theyer († 1673), der diese an einen seiner Enkel vererbte, der sie später zusammen mit weiteren Werken der Bibliothek verkaufte, so dass sie in den Besitz des englischen Königshauses gelangte.

### Additional 34193

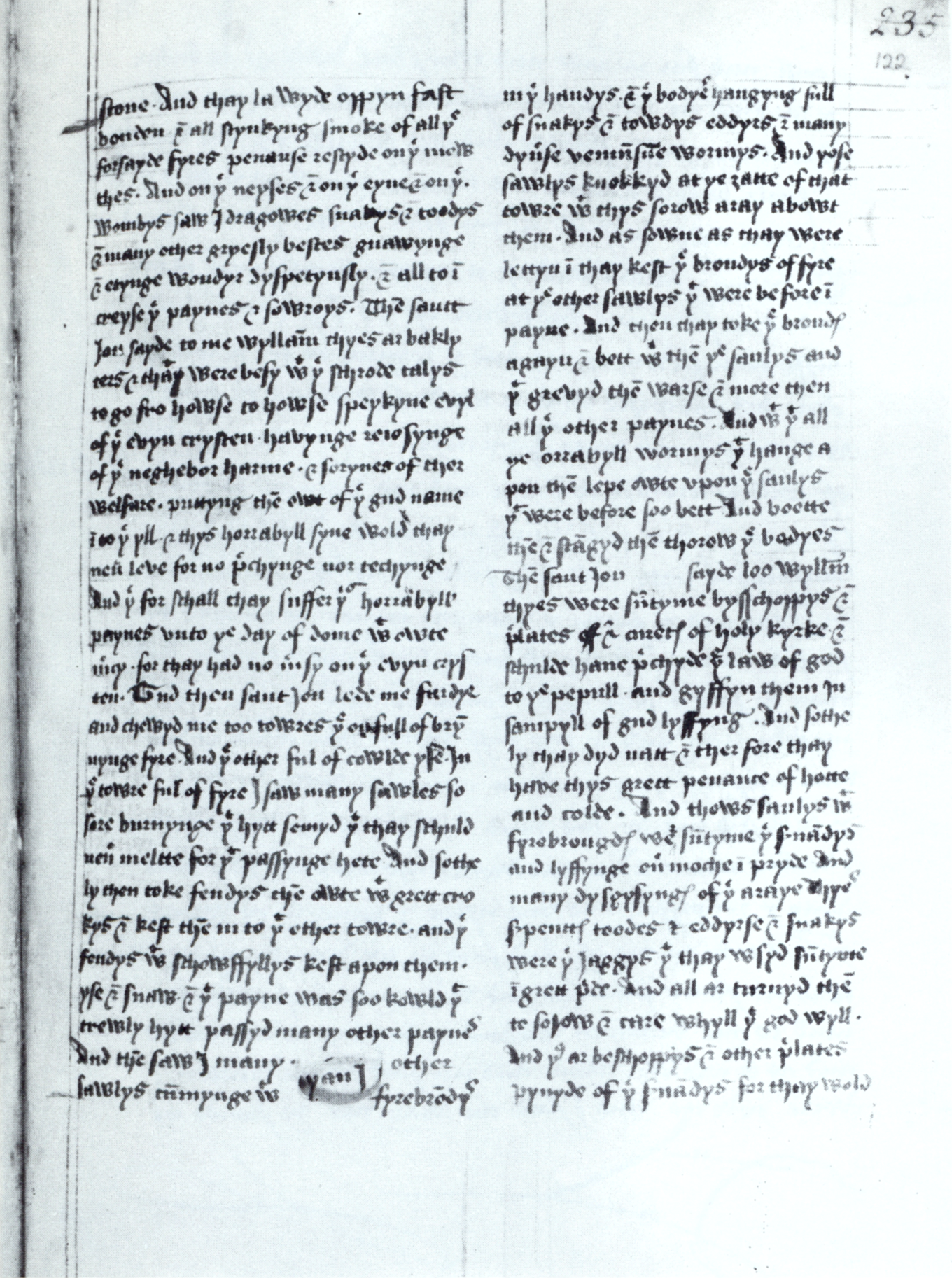
Folio 122r der Additional 34193

Das Additional-Manuskript besteht aus 228 durchnummerierten im Quaternio-Format gebundenen Blättern – überwiegend Vellum, aber auch mit einigen Papierbögen. Hinzu kommen zwei zum Vorsatz gehörenden Blätter zu Beginn und am Ende. Der Band beginnt mit zwei urkundlichen Texten, die an York Minster gewährte Privilegien bestätigen (f. 2–3). Es folgt Pilgrimage of the Soul, eine Übersetzung eines Texts von Guillaume de Digulleville aus dem Französischen (f. 5r–98v). Danach beginnt auf Folio 99r in der linken Spalte die unvollständige Geschichte der Begegnung zwischen dem Apostel Jakob und dem Zauberer aus der Legenda aurea. Die rechte Spalte beginnt dann mit dem Text Williams, der sich über drei nicht zusammenhängende Abschnitte verteilt (99rb–100vb, 106ra–106vb und 119v–125v). Eingeschoben findet sich der Text Narratio de spiritu Guidonis, der erzählt, wie Guys Geist das Fegefeuer verlassen darf, um vor seiner Frau zu erscheinen und sie um Gebete für ihn zu bitten (101r–106r). Der zweite Einschub enthält lateinische und englische Fassungen des Hymnal de Tempore (107r-119v). Am Ende jedes der drei getrennten Teile findet sich ein Hinweis des Kopisten auf den Folgeteil. Der dritte Teil verweist dabei auf einen fehlenden vierten Teil, so dass der Text nicht ganz vollständig ist. Im Vergleich mit der Royal fehlen die Abschiedsworte des Bischofs im irdischen Paradies. Danach folgt die Vision of Edmund Leversedge (f. 126ra–130vb), die eine Vision in Frome in der Grafschaft Somerset im Mai 1465 schildert. Zu den weiteren Texten gehören die Regeln eines Eremiten (f. 131), eine englische Übersetzung des Liber de moralibus philosophorum (f. 137), Epistola beati Barnadi ad Raimundum nepotem suum militem (f. 202), ein Bericht der Kirchensynode von Westminster am 9. September 1125 (f. 202), ein Brief eines Baltizar ... Soudayn of Surry, Emp[er]our of Babulon (f. 203), eine englische Fassung der Catonis Disticha (f. 204) und ein religiöses Gedicht (f. 223). Neben der mit einem Bleistift geschriebenen Nummerierung existiert auch noch eine ältere mit Tinte erfolgte Seitennummerierung, die den Folia 2r–4r die Nummern 1–5 gibt und ab der Seite 5r beginnend mit dem Text der Pilgrimage of the Soul die verbleibenden Seiten getrennt durchnummeriert: 1–446.
Die Schrift des Kopisten von Williams Text erscheint nicht sehr fein und findet sich auch nicht in den weiteren Texten des Bands. Die ersten vier Zeilen des Texts, das lateinische Gebet und die meisten Versalien sind in roter Tinte geschrieben. Die Blattgröße umfasst 280 × 185 mm (3 : 2) und die Schriftfläche 195 × 145 mm (4 : 3). Der Text ist zweispaltig mit 33 oder 34 Zeilen.
Die frühe Geschichte des Bands ist nicht bekannt. Einige Namen aus dem 17. und 18. Jahrhundert finden sich an den Rändern: Geo. Corquerell (f. 98v), Charles
Henchman (f. 169v) und Geo. Goodman (f. 228v). Der früheste identifizierte Besitzer ist Richard Heber (1773–1833). Aus dessen Nachlass wurde es 1836 von John Fuller Russell (1814–1884) ersteigert, dessen Exlibris im Buch verblieben ist.

## Regionale Bezüge des Texts
Der Protagonist William of Stranton ist nur durch diesen Text bekannt. Nach seinen Angaben kommt er aus der Diözese Durham, wo es in der Tat eine Küstensiedlung mit dem Namen Stranton südlich von West Hartlepool gab. Weitere Bezüge ergeben sich durch die beiden im Text erwähnten Heiligen Hilda von Whitby und John of Bridlington, die beide der gleichen Region entstammen. Insbesondere der Bezug zu John ist aus der Sicht des Textes sehr aktuell, da dieser erst 1379 verstorben ist und bereits 1401 heiliggesprochen wurde – fünf Jahre vor dem Zeitpunkt der Vision.
Die MS Royal weicht von der MS Additional in einem wesentlichen Punkt ab, indem Hilda von Whitby durch Seint Ive, my suster, þat woned in Quitike ersetzt wird. Allgemein wird Quitike der Ortschaft Quethiock in Cornwall gleichgesetzt. Da sich jedoch eine Heilige mit dem Namen Ive nicht direkt dem Ort Quethiock zuordnen lässt, gab es mehrere unterschiedliche Erklärungsversuche. Ward und Easting sehen den Bezug in der Quethiock benachbarten Ortschaft St Ive, die nach dem Heiligen Ivo benannt ist. Ward argumentiert hier, dass das Geschlecht von Ivo ohnehin nicht sichergestellt sei. Krapp und De Wilde vermuteten, dass die kornische Heilige Ia gemeint sein könnte, nach der die Stadt St Ives benannt wurde.
Der Text beschreibt nicht die genaue Lage des Purgatoriums. Stattdessen wird nur angegeben, dass es in der Diözese Clogher liegt. Ebenfalls wird auf eine Beschreibung der Örtlichkeiten verzichtet und stattdessen nur der Name des Priors genannt, der dem Augustiner-Chorherrenstift vorstand, der die Pilger zu dem Purgatorium betreute. Die wenigen genannten Details lassen es jedoch als sehr wahrscheinlich erachten, dass der Autor des Texts tatsächlich an dem Ort gewesen ist.

## Inhalt

### Instruktionen des Priors
Obwohl der Autor des Texts offensichtlich mit dem Tractatus de Purgatorio Sancti Patricii vertraut gewesen ist und einige Strukturen daraus übernommen hat, ist es ein unabhängiges Werk. Die Erzählung beginnt mit der Vorstellung des Protagonisten und den Instruktionen des Priors vor dem Eintritt in das Purgatorium. Insbesondere wurde ihm aufgetragen, das Gebet Jesu Christe Fili Dei vivi miserere mihi peccatori zu sprechen (übersetzt: „Jesus Christus, Sohn des lebendigen Gottes, sei mir Sünder gnädig“), wenn er einem Geist, sei er gut oder böse, in dem Purgatorium begegnen würde. Das gleiche Gebet findet sich bereits in dem früheren Pilgerbericht des ungarischen Ritters Georgius Crissaphan aus dem Jahr 1353.

### Begegnung mit den beiden Heiligen zu Beginn der Vision
Im Gegensatz zum Ritter Owein aus dem Tractatus erhebt William nicht den Anspruch, selbst körperlich das Fegefeuer besucht und erlebt zu haben. Stattdessen zeichnete er nach seinen eigenen Angaben die Vision auf, die sich ihm zeigte, nachdem in der Höhle einschlief:
And after, thorow þe techynge of the prior, I cam to a restynge-place of Sante Patrike, in the weche he abode the reuelacyon of Goddys angellys when he wolde passe þat way in hys one tyme, and þer I abode and sumwhat I slomered and slepyde.
Übersetzt: „Und danach, mit den Instruktionen des Priors, kam ich zu einem Ruheplatz des Heiligen Patrick, in dem er die Offenbarung der Engel Gottes empfing, als er diesen Weg in seiner eigenen Zeit entlang ging, und da blieb ich, schlummerte etwas und schlief ein.“
Dann, so William, erschien ihm ein schwaches Licht, und er sah einen Mann und eine Frau, beide in Weiß gekleidet. Dann sprach er wie aufgetragen sein Gebet, worauf beide ihn begrüßten und darauf vorbereiteten, dass er auf zwei Wege stoßen werde. Der rechte Weg sei schmal und unrein, während der linke Weg angenehm und sauber erscheine, soweit das Auge reicht. Er solle dann den rechten Weg wählen und das Gebet vor dem als Mann erscheinenden bösen Geist wiederholen, der diesen Weg versperre. William bedankte sich und bat die beiden, sich erkennen zu geben. Darauf stellten sie sich als die beiden Heiligen John und Ive bzw. Hilda vor; John erinnerte sich daran, wie oft William zu seiner Ruhestätte gekommen sei, und segnete ihn, wonach beide ihn verließen. William folgte dann dem Weg und kam dann zu der angekündigten Verzweigung. Der Schilderung zufolge war der Anblick und das Geschrei des bösen Geistes so schrecklich, dass er keinen Gedanken mehr an Gott hatte, geschweige denn sich an das Gebet erinnerte, so dass er nahe dabei war, dem bösen Geist zu erliegen, wenn er nicht im letzten Augenblick durch Ive bzw. Hilda gerettet worden wäre. Danach gelang ihm das Gebet, und der böse Geist verschwand.

### Begegnung mit seiner Schwester
Danach schildert William die Begegnung mit seiner geliebten Schwester, die einer Pest-Epidemie zum Opfer gefallen war. Sie war in Begleitung der beiden Heiligen und eines Mannes, den sie zu Lebzeiten geliebt hatte. Die Schwester beklagte sich, dass ihr Bruder der von beiden gewünschten Heirat ablehnend gegenübergestanden sei, obwohl beide einander liebten und gemäß den Regeln der Kirche heiraten wollten. Der heilige John tadelte William ebenfalls und fragte ihn, wie er sich so gegen Gott und seine eigene Seele hätte vergehen können. Wie John weiter feststellte, hatte William diese Sünde bis zu diesem Zeitpunkt weder gebeichtet noch dafür Buße getan. Da William dies jedoch getan hätte, wenn er sich der Sünde bewusst gewesen wäre, wurde ihm durch das Gebet des heiligen Patrick und die Gnade Christi die Möglichkeit eingeräumt, beides beim Prior nach dem Verlassen des Fegefeuers nachzuholen. Andernfalls hätte William die Buße für die Sünde sofort im Fegefeuer ableisten müssen.

### Peinigungen

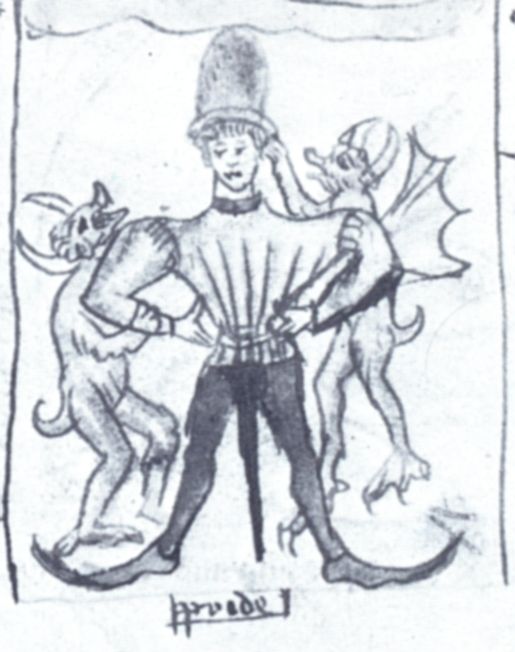
Zeitgenössische Darstellung der Eitelkeit am Beispiel eines jungen Mannes mit hohem Hut, einer aufgeplusterten Jacke, eng anliegenden Strumpfhosen, langen Schnabelschuhen und einem Schwert, der von zwei Teufeln gepeinigt wird.

Im folgenden Text wird William von John zu verschiedenen Stätten der Peinigung geführt, bei denen bestimmte Arten der Verfehlungen jeweils in passender und sehr detailreich beschriebener Weise von Teufeln geahndet werden. Hierbei ist der Einfluss der Visio Sancti Pauli erkennbar, wenngleich einige zeitgenössische Anpassungen vorgenommen worden sind. So kann die erste Peinigung der Seelen, die sich der Eitelkeit schuldig gemacht haben, als Kritik an den sich gegenseitig überbietenden Extravaganzen der zeitgenössischen Mode betrachtet werden. Als verwerflich werden hier prächtige Gürtel aus Silber oder Gold, die Schellentracht oder Ärmel mit überlangen Auswüchsen genannt. Ebenfalls gepeinigt werden diejenigen, die der Unsitte folgen, auf die einzelnen Glieder Christi, seine Wunden oder seine Nägel am Kreuze zu schwören, und ihn dadurch zu „verstümmeln“ suchen. Weitere Peinigungen beziehen sich auf die Verletzung der Zehn Gebote wie das Verletzen der Ruhetage, das Entehren der Eltern, das Stehlen und Rauben, das Ablegen eines falschen Zeugnisses, das Töten, die Unzucht und die üble Nachrede. Ebenfalls bestraft wird in Anlehnung von Spr 13,24  die fehlende Strenge und der Verzicht auf die Züchtigung gegenüber den eigenen Kindern.
Ebenfalls an den Missständen der Zeit orientiert sich die Schilderung der Bestrafungen, die für kirchliche Würdenträger oder andere religiöse Männer und Frauen vorgesehen sind, die ihre Aufgaben nicht erfüllten oder den Regeln ihrer Orden nicht folgten. Besonders ausführlich wird die Peinigung eines Bischofs geschildert, der finanziell von der Praxis profitiert hatte, dass die über Konsistorien zu schließenden Eheverträge nur mit Schmiergeldern erkauft werden konnten. Selbst bei einer Bezahlung wurde das Heiratsersuchen von den Bischöfen häufig abgewiesen, so dass die Betroffenen der Schilderung zufolge von Kirchengericht zu Kirchengericht zogen, bis die Mittel erschöpft waren und sie so genötigt wurden, in Unzucht zu leben.

### Irdisches Paradies
Ähnlich wie beim Tractatus muss der Protagonist nach den Stätten der Peinigung über ein Wasser über das irdische Paradies zurückkehren. Im Gegensatz zum Tractatus wird jedoch die Hölle überhaupt nicht erwähnt, so dass das Fegefeuer zur wichtigsten Bedrohung nach dem Tode wird. Zum irdischen Paradies gelangt William in der Schilderung über eine ihm von einem Turm auf der anderen Seite des Wassers heruntergereichten Leiter und ein Seil. Die Beschreibung des Paradieses ist vergleichsweise knapp, aber ähnlich wie beim Tractatus wird er von einem Bischof empfangen und von anderen Geistlichen begleitet, die alle in Weiß gekleidet sind. Es folgt die Schilderung einer frisch eintreffenden Seele. Hierbei handelt es sich um eine Priorin eines Nonnenklosters, die von mehreren Teufeln umgeben ist, die sogleich die Anklage übernehmen, dass sie das religiöse Leben wegen ihrer Geltungssucht und des leichten Lebens wählte und sich nicht für Hingabe, Enthaltsamkeit und Demut entschied, wie es religiöse Männer und Frauen tun sollten. Der Bischof erklärt dann, dass sie wegen dieser Sünden bis zum jüngsten Tag gepeinigt werde. Abgeschlossen wird der Text mit den Mahnungen des Bischofs und der Bitte an den Protagonisten, sein Erlebnis zu verbreiten.

## Einordnung und weitere Entwicklung
Die in dem Text zum Ausdruck kommende moralische Wertung ist im Einklang mit der zeitgenössischen Literatur. So zählt beispielsweise Geoffrey Chaucer den Hochmut insbesondere in seiner Ausprägung der extravaganten Mode in seinem Text The Parson's Tale zu den sieben Todsünden. Vom 14. bis ins 16. Jahrhundert wurde dies als Verfälschung der Gottebenbildlichkeit gesehen, die vergeblich das Werk Gottes zu verbessern sucht. Das war keinesfalls als eine generelle Verdammung feiner oder kunstvoller Kleidung zu verstehen. Die Wahl angemessener Kleidung war insbesondere vom Stand abhängig, der als gottgegeben zu akzeptieren war.
Ähnlich wie die Entwicklung der Mode wurde auch die zunehmende Verwendung von kreativen Schwurformeln in der Umgangssprache vielfach kritisiert. So schrieb beispielsweise John Bromyard († um 1352) in seinem Werk Summa Predicantium:

“These inventors of new oaths, who inanely glory in such things, and count themselves more noble for swearing thus. […] This is to be seen among those who consider themselves of high breeding, or are proud. Just as they invent and delight in everything of the nature of outward apparel, so do they also in the case of vows and oaths.”

„Diese Erfinder neuer Schwüre, die sich unnütz daran ergötzen und sich durch das Schwören für vornehmer halten. […] Dies ist unter denen zu beobachten, die sich selbst höheren Geblüts zurechnen oder hochmütig sind. So wie sie sich alles in der Art der äußeren Erscheinung ausdenken und sich daran entzücken, so tun sie es auch im Fall der Schwüre und Eide.“

Die Kritik an den Konsistorien findet sich bereits in früheren Schriften wie beispielsweise dem aus dem Ende des 13. Jahrhunderts stammenden Lied A Satyre on the Consistory Courts, das sich bitter über die Ungerechtigkeiten gegenüber den Kleinbauern beklagt:

“Ne mai no lewed lued libben in londe,

Be he never in hyrt so haver of honde,

So lerede us bi-ledes;
ȝef ich on molde mote with a mai,

Y shal falle hem byfore ant lurnen huere lay,

Ant rewen alle huere redes.”

„Kein gewöhnlicher Mann kann sein Leben ohne Sorgen führen, wie geschickt er als Arbeiter auch sein mag; die Geistlichen bringen uns vom rechten Weg. Wenn ich mit einem Mädchen gehen sollte, so muss ich vor ihnen erscheinen und ihr Gesetz lernen, und ich werde ihren Rat bereuen.“

In der sich auf das Purgatorium des heiligen Patrick beziehenden Visionsliteratur ist The Vision of William of Stranton der erste und zugleich auch der letzte ausführliche Bericht, der in Englisch geschrieben wurde. Der Text war vermutlich im 15. Jahrhundert weiter bekannt, als die nur zwei erhaltenen Handschriften es vermuten lassen. Ein Einfluss des Texts ist in der Vision of Edmund Leversedge zu erkennen, die ebenfalls in der Additional-Handschrift enthalten ist.
In der weiteren Entwicklung der mittelenglischen Visionsliteratur zum Purgatorium des heiligen Patrick folgten nur einige Übersetzungen oder Nacherzählungen von Auszügen anderer Texte. Hierzu zählt eine Übersetzung des französischen Texts Image du Monde, den William Caxton mit einem eigenen Kommentar ergänzt, der seine vorsichtige Skepsis zum Ausdruck bringt:

“Hit may wel be that of auncyent tyme it hath ben thus as a fore is wreton, as the storye of Tundale & other witnesse, but I haue spoken with dyuerse men that haue ben therin. And that one of them was an hye chanon of Waterford whiche told me that he had ben therin v or vi tymes. And he sawe ne suffred no suche thynges.”

„Es mag wohl sein, dass es in früherer Zeit so war, wie es geschrieben wurde in den Geschichten von Tundale und anderen Zeugen, aber ich habe mit verschiedenen Männern gesprochen, die darin waren. Und einer davon war ein Kanon von Waterford, der mir erzählte, dass er fünf- oder sechsmal darin gewesen sei. Und er hat solche Dinge weder gesehen noch erlitten.“

Nach der Reformation wurden die Visionen um das Purgatorium des heiligen Patrick nur als Phantasien eingeordnet wie etwa durch Sir William Lisle. Und Robert Burton vermutete, dass die Visionen sich zurückführen lassen auf zu viel Einsamkeit, Fasten und anhaltende Krankheiten, als das Hirn untätig wurde und „der Bauch so frei von Fleisch war wie der Kopf vom Verstand“.

## Textausgaben
Der Text wurde zuerst von G. P. Krapp 1900 in Baltimore unter dem Titel The Legend of Saint Patrick's Purgatory: Its Later Literary History herausgegeben auf Grundlage der Royal-Handschrift. Das Additional-Manuskript wurde nur in wenigen kurzen Auszügen berücksichtigt. Erst die Textausgabe von Easting im Jahr 1991 berücksichtigte beide Handschriften im vollen Umfang:
- George Philip Krapp: The Legend of Saint Patrick's Purgatory: its later history. Dissertation an der Johns Hopkins University 1899, John Murphy Company, Baltimore 1900, S. 54–77.
- Robert Easting: St Patrick's Purgatory: Two versions of Owayne Miles and The Vision of William of Stranton together with the long text of the Tractatus de Purgatorio Sancti Patricii. The Early English Text Society, Oxford University Press 1991, ISBN 0-19-722300-1.

Weitere Textausgaben oder Übersetzungen des gesamten Texts stehen nicht zur Verfügung (Stand 2010). Wright, Ward und Leslie beschränkten sich auf einzelne Passagen.